# Ceuthomantis duellmani
Espèce
Statut de conservation UICN

 LC  : Préoccupation mineure
Ceuthomantis duellmani est une espèce d'amphibiens de la famille des Craugastoridae.

## Répartition
Cette espèce est endémique de l'État de Bolívar au Venezuela. Elle se rencontre entre 1 100 et 1 375 m d'altitude sur le tepuy Sarisariñama.

## Étymologie
Cette espèce est nommée en l'honneur de William Edward Duellman.

## Publication originale
- Barrio-Amorós, 2010 : A new Ceuthomantis (Anura: Terrarana: Ceuthomantidae) from Sarisariñama Tepui, southern Venezuela. Herpetologica, vol. 66, no 2, p. 172-181 (texte intégral).